# 파란 이별의 글씨
파란 이별의 글씨는 1968년 공개된 대한민국의 영화이다.

## 배역
- 신성일
- 윤정희
- 태현실
- 황정순
- 양훈
- 남미리
- 안인숙
- 한재경